# Variacions dels escacs

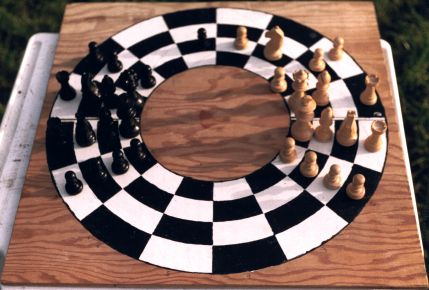
Tauler d'escacs circulars, una de les moltes varietats dels escacs basada en la variació de la forma de l'escaquer

Una variació dels escacs és un joc derivat de, relacionat, o similar als escacs occidentals en almenys algun aspecte. La diferència respecte dels escacs pot incloure's en una o més de les següents categories:
- Tauler diferent (més gran o més petit, forma no quadrada, o diferents formes de les caselles, com triangles o hexàgons en lloc de quadrats).
- Addició, substitució o eliminació de peces amb relació a les dels escacs estàndard. Les peces que no existeixen en els escacs occidentals són conegudes com a peces màgiques.
- Diferents regles per a les captures, l'ordre dels moviments, victòria, etc.

Diverses variacions dels escacs, (algunes d'elles fins i tot més antigues que els escacs occidentals), com el xaturanga, el xatranj, el xiangqi, i shogi, són també anomenades variacions dels escacs, al món occidental. Són en molts aspectes similars als escacs occidentals, i venen d'un joc original comú.
El nombre de possibles variacions d'escacs és il·limitat. David Pritchard, l'autor de l'Enciclopèdia de les varietats d'escacs (Encyclopedia of Chess Variants), estima que hi ha referències a unes 2000 varietats d'escacs.

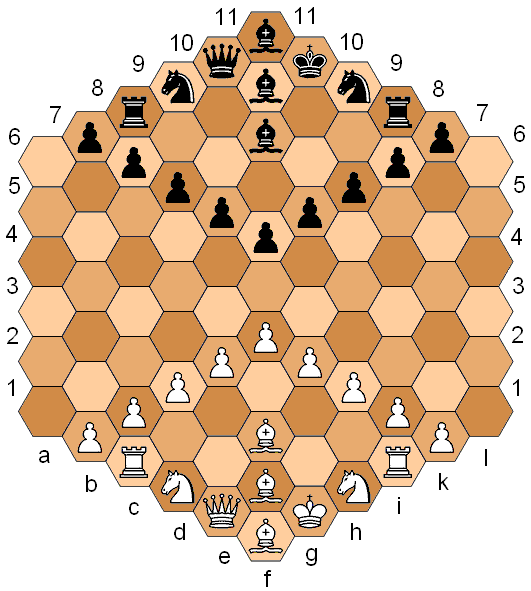
Escacs hexagonals de Władysław Gliński, una de les moltes varietats dels escacs, basada en la variació de la forma de les caselles.